# Modra nad Cirochou
Pour les articles homonymes, voir Modra (homonymie).
Modra nad Cirochou est un village du district de Humenné, dans la région de Prešov, en Slovaquie.

## Démographie

### Évolution de la population
| Année:               | 1994. | 2004.   | 2014.   | 2024.   |
| -------------------- | ----- | ------- | ------- | ------- |
| Nombre de personnes: | 1093  | 1030    | 1007    | 949     |
| Différence:          |       | -5,76 % | -2,23 % | -5,75 % |

| Année:               | 2023. | 2024.   |
| -------------------- | ----- | ------- |
| Nombre de personnes: | 956   | 949     |
| Différence:          |       | -0,73 % |